# Ercé
Ercé – miejscowość i gmina we Francji, w regionie Oksytania, w departamencie Ariège.
Według danych na rok 1990 gminę zamieszkiwało 566 osób, a gęstość zaludnienia wynosiła 14 osób/km² (wśród 3020 gmin regionu Midi-Pireneje Ercé plasuje się na 540. miejscu pod względem liczby ludności, natomiast pod względem powierzchni na miejscu 160.).